# 1823 год в литературе

## Книги
- «Бахчисарайский фонтан» — поэма Александра Пушкина.
- «Вечер на бивуаке» — повесть Александра Бестужева (Марлинского), опубликованная в альманахе «Полярная звезда».
- «Нанетта и Мария» (Nannette und Maria) — мелодрама немецкого драматурга Христиана Дитриха Граббе.
- Гимн свободе
- Квентин Дорвард
- Вышел первый номер альманаха «Полярная звезда»
- Визит Святого Николая

## Родились
- 6 января — Петр Забой Гостинский, словацкий писатель и поэт (умер в 1873).
- 17 января — Антоний Якса-Марцинковский, польский писатель (умер в 1880).
- 1 марта — Надежда Степановна Соханская (Кохановская), русская писательница, автор прозаических и драматических произведений (умерла в 1884).
- 18 марта — Николай Иванович Кроль, русский поэт, прозаик, драматург и публицист (умер в 1871).
- 5 апреля — Николай Васильевич Берг, русский поэт, переводчик, журналист (умер в 1884).
- 31 марта (12 апреля) — Александр Николаевич Островский, русский драматург (умер в 1886).
- 10 августа — Антонио Гонсалвес Диас (исп. Antônio Gonçalves Dias, бразильский драматург, национальный поэт Бразилии (умер в 1864).
- 11 августа — Шарлотта Мэри Янг, английская писательница (умерла в 1901).
- 29 сентября — Людвик Кондратович (Ludwik Kondratowicz, псевдоним Владислав Сырокомля), польский поэт, переводчик, драматург (умер в 1862).
- 14 ноября — Михаил Николаевич Лонгинов, известный русский литератор, писатель, поэт, мемуарист, библиограф, историк литературы и одновременно видный государственный деятель, крупный чиновник (умер в 1875).

## Умерли
- 19 августа — Роберт Блумфильд, английский поэт (родился в 1766).
- 9 ноября — Василий Васильевич Капнист, русский писатель (родился в 1757 или 1758).
- 16 декабря — Иван Михайлович Долгоруков (Долгорукий), князь, русский государственный деятель, поэт и драматург (родился в 1764).